# 千葉高等園芸学校
| 千葉高等園芸学校 | 千葉高等園芸学校            |
| ---------------- | --------------------------- |
| 創立             | 1929年 （官立移管）         |
| 所在地           | 千葉県松戸町 （現・松戸市） |
| 初代校長         | 赤星朝暉                    |
| 廃止             | 1951年                      |
| 後身校           | 千葉大学                    |
| 同窓会           | 戸定会                      |

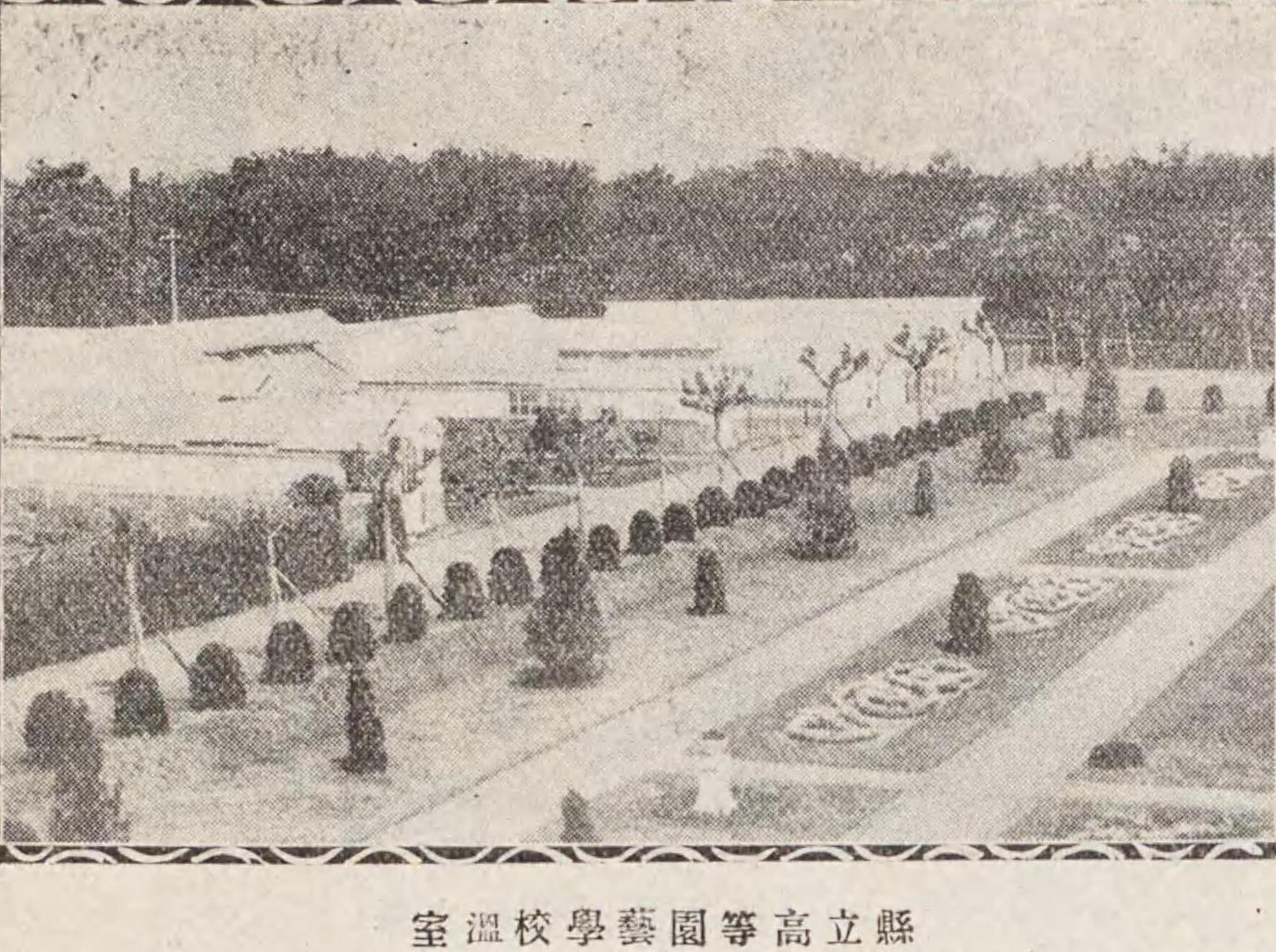
千葉県立高等園芸学校の温室（1925年（大正14年）頃）

千葉高等園芸学校（ちばこうとうえんげいがっこう）は、1929年（昭和4年）5月に設立された官立の旧制専門学校。
この項目では千葉県立園芸専門学校などの前身校および改称後の千葉農業専門学校についての記事を含む。

## 概要
- 千葉県立園芸専門学校として設立されたが、文部省に移管され唯一の官立高等園芸学校となり、本科（園芸科）・実務科を設置した。
- 他の官立7高農（1935年現在）と比べ、卒業後農業・農業学校教員に就く者がきわめて多かった点に特色がある。
- 第二次世界大戦中に千葉農業専門学校と改称された。
- 学制改革により千葉大学に包括され同大学園芸学部の前身校となった。
- 同窓会として「戸定会」が組織されている。

## 沿革
- 1909年3月：専門学校令により千葉県立園芸専門学校として設置認可。
- 1909年4月：千葉県立園芸専門学校開校（予科4年・本科3年）。
  - 予科は私立松戸中学校（廃止）在校生編入のため設置。
- 1909年5月：校内農場設置。
- 1910年5月：予科を廃止。
- 1914年4月：千葉県立高等園芸学校に改称（2月6日文部省告示第8号）。
- 1929年6月：文部省に移管され官立千葉高等園芸学校に改組（5月31日勅令第144号）。
  - 本科（3年制）を設置。
- 1937年4月：実務科（1年制）設置。
- 1942年4月：従来の本科を園芸学科と改称、本科に農芸化学科を増設。
- 1944年4月：千葉農業専門学校に改称。
  - 園芸学科は園芸科に、実務科は農業実科に改称。
  - 1951年4月：農業実科は千葉大学園芸学部農業別科に改組された。
- 1947年4月：本科に緑地土木科を増設。
- 1947年7月：群馬県に利根高冷地農場設置。
- 1949年5月：国立学校設置法により千葉大学に包括され園芸学部となる。
  - 設置学科：園芸学科・農芸化学科・造園学科。
- 1951年3月：千葉農業専門学校廃止。

## 校地の変遷と継承

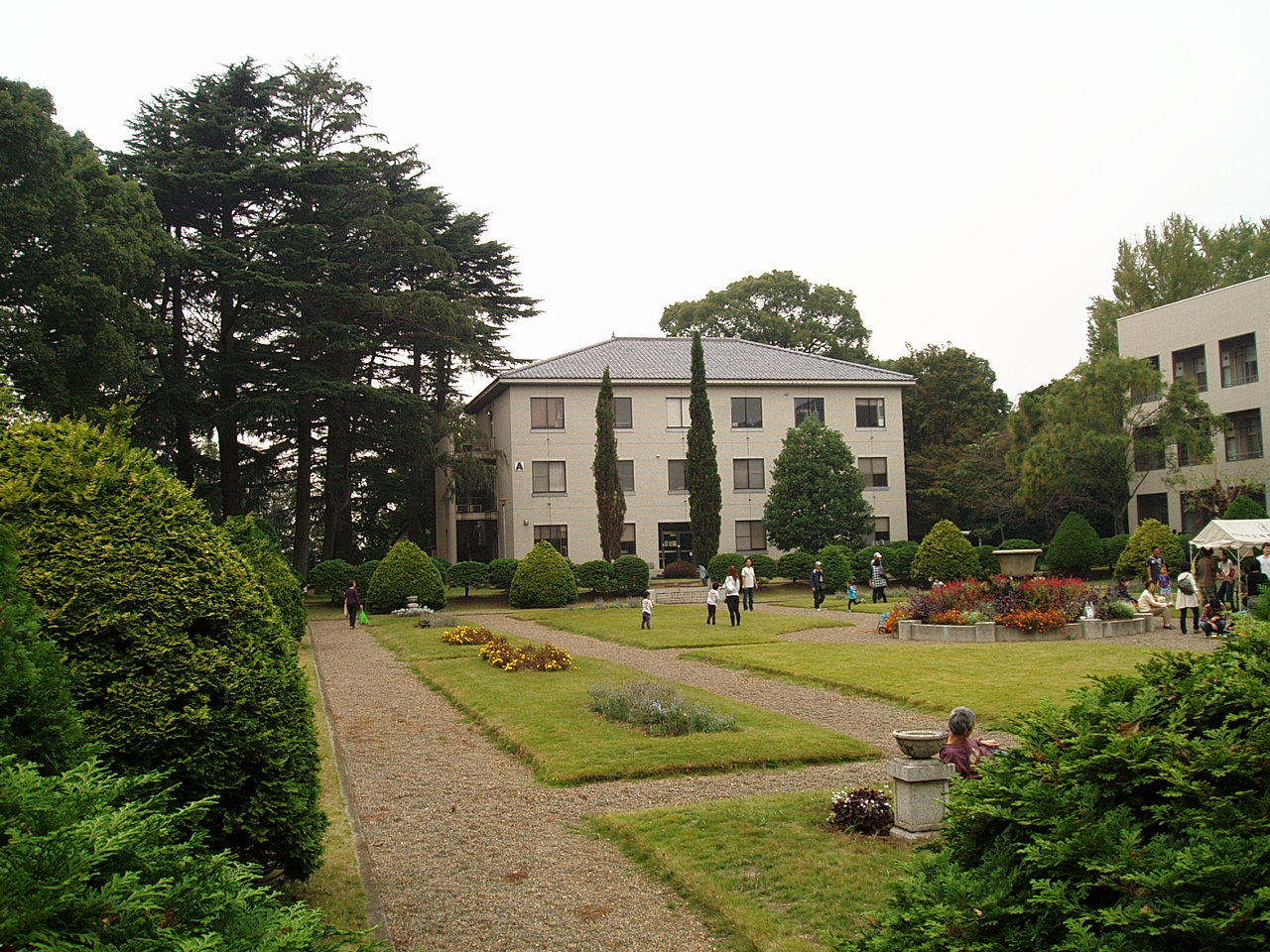
現在も残るフランス式庭園

源流の千葉県立園芸専門学校の設置された東葛飾郡松戸町戸定丘（現・松戸市松戸）は、元々は県立千葉中学校松戸分校（1901年創立、1906年廃止）の校地であった。同校地は、東葛飾郡会議員・山下寅吉が設立した私立松戸中学校に貸与されたが、同校も廃止となった（千葉県の旧制中学校の一覧を参照）。この経緯から、千葉県立園芸専門学校には創設当初、私立松戸中学校の在校生を編入するための予科が設置されていた。戸定校地は、後身の千葉県立高等園芸学校・千葉高等園芸学校・千葉農業専門学校に引き継がれ、さらに新制千葉大学園芸学部の松戸キャンパスとなり、現在に至っている。

## 歴代校長
千葉県立園芸専門学校・千葉県立高等園芸学校
- 校長事務取扱：田中喜介（1909年3月-1909年7月）
- 初代：鏡保之助（1909年7月-1912年6月）
  - 前・京都府立農林学校校長。朝鮮総督府に転任。のち盛岡高等農林学校校長
- 第2代：赤星朝暉（1912年6月-1929年5月）
  - 前・新潟県立加茂農林学校校長

官立千葉高等園芸学校・千葉農業専門学校
- 初代：赤星朝暉（1929年6月-1931年11月）
  - 新潟県立加茂農林学校校長に転じた
- 第2代：松井謙吉（1931年11月-1945年11月24日[1]）
- 第3代：武田憲治（1945年11月24日[1]- ）
  - 新制千葉大学園芸学部 初代学部長

## 著名な出身者
- 三須精一 - 貴族院男爵議員
- 村上与市 - 政治家
- 森田豊寿 - 衆議院議員・参議院議員